# Lauzados
Lauzados war eine antike byzantinische Stadt in der kleinasiatischen Landschaft Isaurien beim heutigen Başyayla in der Türkei.
Die Stadt lag auf einem Berg und besaß eine Akropolis. Von den Bauten aus der Antike ist allerdings kaum etwas erhalten. Auf ein spätantikes Bistum der Stadt geht das Titularbistum Lauzadus der römisch-katholischen Kirche zurück.